# جووانی مانجانته
جووانی مانجانته (انگلیسی: Giovanni Mangiante; ۲۸ اوت ۱۸۹۳ – ۶ دسامبر ۱۹۶۷) ژیمناست هنری اهل ایتالیا بود.